# Karl-Heinz Rummenigge
Karl-Heinz Rummenigge (Lippstadt, Renania del Norte-Westfalia, 25 de septiembre de 1955) es un exfutbolista alemán y representante de la Asociación Europea de Clubes (ECA). Integró la selección alemana que conquistó la Eurocopa 1980 y obtuvo los subcampeonatos del mundo en 1982 y 1986. Recibió en dos ocasiones el Balón de Oro como mejor jugador europeo en 1980 y 1981. Integra la lista de los 50 mejores jugadores del siglo XX elaborada por expertos e historiadores de la FIFA y publicada en 2004. Ese mismo año fue nombrado en la lista FIFA 100, elaborada por Pelé.
Karl-Heinz Rummenigge fue un delantero rápido, hábil e incisivo, de valor indiscutido para el Bayern de Múnich, el equipo en el que brilló y en el cual jugó diez años, convirtiendo 162 goles, conquistando dos Ligas de campeones de Europa (1975, 1976) y una Copa Intercontinental, hechos todos que demuestran la categoría de uno de los futbolistas alemanes más reconocidos de todos los tiempos.
Desde 2002 hasta 2021 fue director general de FC Bayern München AG, sociedad filial del Bayern de Múnich que gestiona el patrimonio económico y las actividades en el Allianz Arena.

## Trayectoria
En 1974, a los 19 años, se inició profesionalmente en el Bayern de Múnich. Con este club obtuvo dos veces la Copa de Europa, una Copa Intercontinental, dos Bundesligas y dos Copas de Alemania. En 1984 pasó a jugar al Inter de Milán y en 1987 al Servette de Ginebra, hasta 1989, cuando se despidió del fútbol en un partido que extrañamente convocó sólo a 2200 personas. Resultó máximo goleador de la Bundesliga en tres ocasiones (1980, 1981 y 1984).
Vistió la camiseta de la selección alemana en 95 ocasiones, convirtiendo 45 goles. Participó de la Copa Mundial de Fútbol de 1978, anotando 3 goles, dos en la goleada 6-0 sobre México en la fase de grupos y en la segunda ronda un gol en el empate 2-2 frente a la subcampeona Holanda. Posteriormente obtuvo la Eurocopa de 1980 venciendo a Bélgica en la Final. Disputó luego los mundiales de España 1982, donde anotó 5 goles: tres en la goleada 4-1 sobre Chile, un gol en la derrota frente a Argelia 2-1 y otro gol frente a Francia en la mítica semifinal de Sevilla con resultado final 3-3 y posterior victoria alemana por penales. En México 1986 anotó 1 gol en la final frente a la campeona Argentina, perdiendo 3-2. Tanto en España 1982 como en México 1986 fue subcampeón del mundo, en total obtuvo 9 anotaciones en los 3 mundiales que disputó. Estuvo entre dos generaciones gloriosas de la selección alemana: muy joven para Alemania 74 y luego, ya retirado, para cuando la escuadra alemana se coronó campeona de Italia 90.
En 1980 y 1981 recibió el Balón de Oro, que premia al mejor jugador de Europa. Desde 1991 ocupa la vicepresidencia del Bayern de Múnich, que ha conseguido varios títulos, especialmente la Liga de Campeones de la UEFA de la temporada 2000-2001 y la tradicional Copa Intercontinental del mismo año 2001.

## Controversias
A Karl-Heinz Rummenigge se le incautaron en el aeropuerto de Múnich, cuando volvía de Catar de una reunión de la Asociación Europea de Clubes de fútbol ECA, dos relojes de una marca de lujo suiza que le había regalado la federación de fútbol de ese país por haber visitado durante su estancia en Doha en calidad de Presidente de la ECA la inauguración del nuevo estadio Khalifa-Arena de Doha. Los dos relojes fueron valorados por las aduanas del aeropuerto muniqués en 100 000 euros. 
Al no declarar en aduanas este regalo de los jeques cataríes se le incautaron los relojes. El fiscal general Markus Kring de la ciudad de Landshut, Baviera, le impuso una multa de 249 900 euros, que Rummenigge aceptó pagar para evitar un proceso penal.
Rummenigge, coleccionista de relojes, declaró que al ser un regalo no sabía que tendría que haberlos declarado en aduanas, algo obligado por las leyes alemanas al tener un valor superior a 450 euros.

## Clubes
| Equipo                 | País     | Año       | Partidos | Goles | Prom. |
| ---------------------- | -------- | --------- | -------- | ----- | ----- |
| F. C. Bayern de Múnich | Alemania | 1974-1984 | 402      | 204   | 0.51  |
| F. C. Internazionale   | Italia   | 1984-1987 | 77       | 30    | 0.39  |
| Servette F. C.         | Suiza    | 1987-1989 | 50       | 34    | 0.68  |
| Total                  | Total    | 1974-1989 | 529      | 268   | 0.51  |

### Participaciones en Copas del Mundo
| Mundial                        | Sede      | Resultado    | Partidos | Goles |
| ------------------------------ | --------- | ------------ | -------- | ----- |
| Copa Mundial de Fútbol de 1978 | Argentina | Segunda fase | 5        | 3     |
| Copa Mundial de Fútbol de 1982 | España    | Subcampeón   | 7        | 5     |
| Copa Mundial de Fútbol de 1986 | México    | Subcampeón   | 7        | 1     |

## Palmarés

### Campeonatos nacionales
| Título           | Club          | País     | Año     |
| ---------------- | ------------- | -------- | ------- |
| 1. Bundesliga    | Bayern Múnich | Alemania | 1979-80 |
| 1. Bundesliga    | Bayern Múnich | Alemania | 1980-81 |
| Copa de Alemania | Bayern Múnich | Alemania | 1981-82 |
| Bundesliga       | Bayern Múnich | Alemania | 1983-84 |

### Torneos internacionales
| Título                | Equipo                | País           | Año     |
| --------------------- | --------------------- | -------------- | ------- |
| Copa de Europa        | Bayern Múnich         | París          | 1974-75 |
| Copa de Europa        | Bayern Múnich         | Glasgow        | 1975-76 |
| Copa Intercontinental | Bayern Múnich         | Belo Horizonte | 1976    |
| Eurocopa              | Selección de Alemania | Italia         | 1980    |

### Distinciones individuales
| Distinción                                           | Año                                      |
| ---------------------------------------------------- | ---------------------------------------- |
| XI Ideal de la Bundesliga                            | 1978, 1979, 1980, 1981, 1982, 1983, 1984 |
| Balón de Oro                                         | 1980(1°), 1981(1°)                       |
| Máximo Goleador de la Bundesliga                     | 1980, 1981, 1984                         |
| Delantero del Año de la Bundesliga                   | 1980, 1981, 1982, 1983, 1984             |
| XI Ideal de la Eurocopa                              | 1980                                     |
| Futbolista del año en Alemania                       | 1980                                     |
| Once de Oro                                          | 1980, 1981                               |
| Bravo Otto                                           | 1980, 1981, 1982, 1983, 1984             |
| Máximo Goleador de la Copa de Europa                 | 1981                                     |
| Equipo All-Star de la Copa Mundial de Fútbol         | 1982                                     |
| Balón de Bronce de la Copa Mundial de Fútbol         | 1982                                     |
| Bota de Plata de la Copa Mundial de Fútbol           | 1982                                     |
| Máximo goleador de la DFB-Pokal                      | 1981-82                                  |
| Máximo goleador de la Liga Suiza                     | 1988-89                                  |
| Futbolista extranjero Suizo del año                  | 1988-89                                  |
| Mejor Futbolista Europeo del Siglo XX por la IFFHS   | 2004(35°)                                |
| Mejor Futbolista del Mundo del Siglo XX por la IFFHS | 2004(35°)                                |
| FIFA 100                                             | 2004                                     |
| XI Histórico del Bayern Múnich                       | 2005                                     |
| Golden Foot como Leyenda del Fútbol                  | 2009                                     |
| Mejor Gerente Europeo por Tuttosport                 | 2020                                     |
| Salón de la Fama del Fútbol Italiano                 | 2021                                     |